# レオナルド・マルケス (ミュージシャン)
レオナルド・マルケス（Leonardo Rios Marques）は、ブラジルのシンガーソングライター、音楽プロデューサー、サウンドエンジニア。
スタジオ「イーリャ・ド・コルヴォ（Ilha do Corvo）」のオーナー、レーベル「La Femme Qui」の創設者の1人でもある。

## 経歴
レオナルドは音楽教育をミナスジェライス州のFundação de Educação Artística（ポルトガル語）、ロサンゼルスのシルバーレイク音楽院、ミナス・ジェライス連邦大学で受けた後、オルタナティブ・ロック・バンド「ディーセル（Diesel）」にギタリストとして1999年頃に参加し、音楽キャリアをスタートした。バンドは2001年のロック・イン・リオにてオープニングアクトとして出演した。
バンドはミナスジェライス州で結成されたが、アメリカ進出のため活動拠点をロサンゼルスに移す。ディーゼル（ファッションブランド）と名前が重複してしまうため、商標登録の関係で「ウドーラ（Udora）」と改名し、レオナルドも一時的に活動拠点をロサンゼルスに移したが、2009年に脱退している。
ウドーラから脱退し、ブラジルに戻り自身のバンド「トランスミソール（Transmissor）」を設立。バンドはこれまでに『Sociedade do Crivo Mútuo (2008)』、『Nacional (2011)』、『De Lá Não Ando Só (2014)』と3つのスタジオレコードをリリースしている。
バンド活動と並行してソロ活動も開始し、2012年に初のソロアルバム『Dia e noite no mesmo céu』をリリース。2015年には2作目となる『Curvas, lados, linhas tortas sujas e discretas』をリリースするとともに、初となる来日公演を行い、東京・青山の「月見ル君想フ」等でライブを行った。
2018年には3作目『Early Bird』をリリース。ディスクユニオンおよびフランスのレコードレーベル「180g」によってLPレコードとしてアメリカ・ヨーロッパ・日本で発売された。
2020年3月には山形・神戸・東京での日本ライブツアーが予定されていたが、新型コロナウイルス感染症拡大の影響により中止された。

## ディスコグラフィー

### レオナルド・マルケス
Dia e noite no mesmo céu (2012)
Curvas, lados, linhas tortas sujas e discretas (2015)
Early Bird (2018)

### ディーゼル（Diesel）
Diesel（2000）

### ウドーラ（Udora）
Liberty Square (2005)
Goodbye, Alô (2008)

### トランスミソール（Transmissor）
Sociedade do Crivo Mútuo (2008)
Nacional (2011)
De Lá Não Ando Só (2014)

### プロダクション参加作品

#### マグロレ（Maglore）
III（2015）
Todas as bandeiras (2017)
Maglore Ao vivo (2019)

#### コンゴ・コンゴ（Congo Congo）
Congo Congo (2017)
Record Label - La Femme Qui Roule

#### Blundetto
Good Good Things - (2020)

#### ムーンズ（Moons）
Thinking Out Loud - (2020)